# Sepolcro di Matilde di Canossa (abbazia di Polirone)

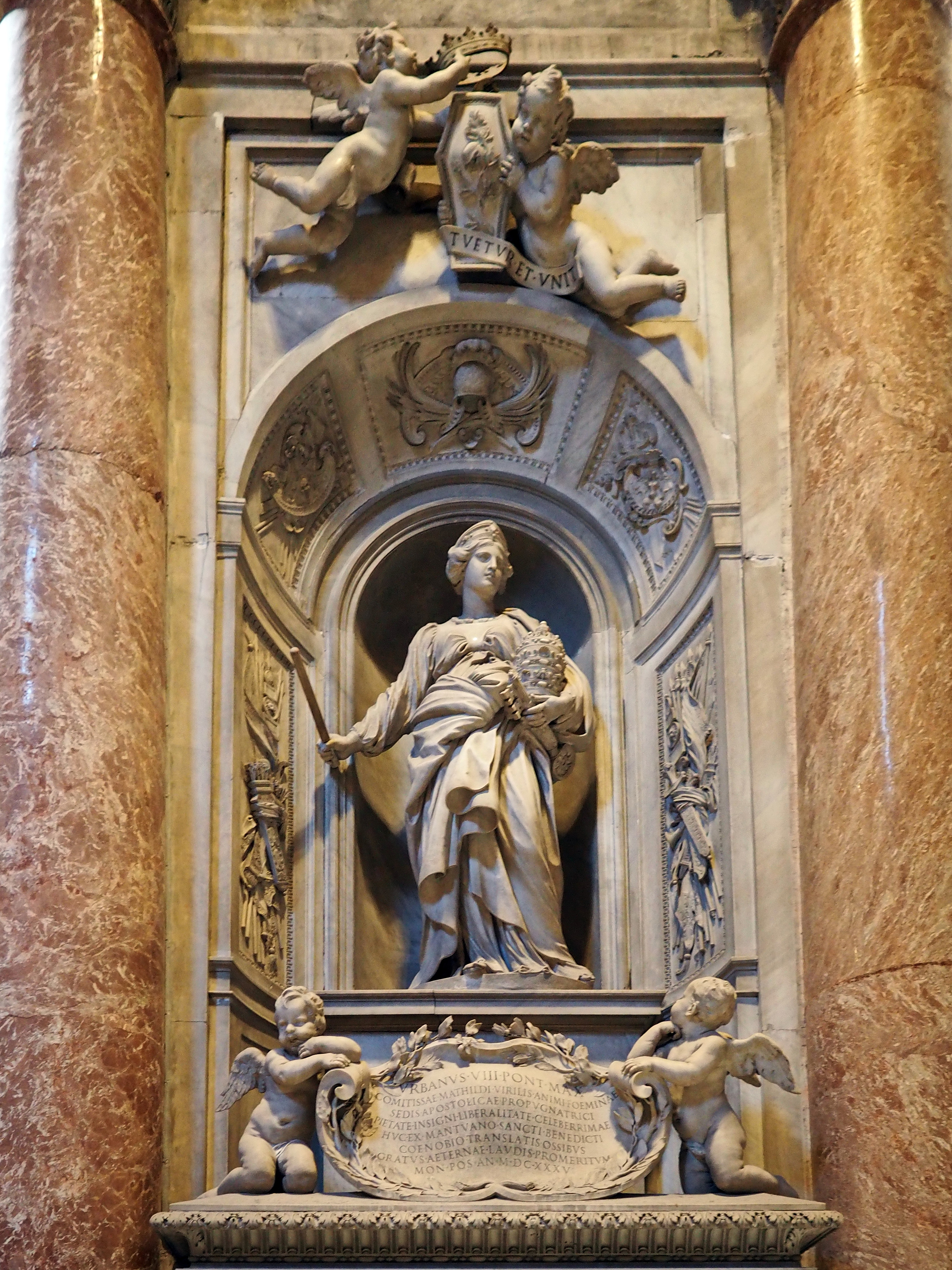
Sepolcro di Matilde di Canossa, Roma, Basilica di San Pietro.

Il sepolcro di Matilde di Canossa è un monumento funebre collocato all'interno dell'Abbazia di San Benedetto in Polirone a San Benedetto Po. Fu la prima sepoltura della contessa.

## Storia e descrizione

### Prima sepoltura
Matilde di Canossa, contessa di Mantova, margravio di Toscana e viceregina d'Italia, morì a Bondeno di Roncore il 24 luglio 1115. Venne inizialmente sepolta, come da lei richiesto, nell'Abbazia di San Benedetto in Polirone a San Benedetto Po e fondato dal suo nonno paterno Tedaldo di Canossa nel 1007 nel sarcofago di alabastro, sorretto da quattro leoncini di marmo rosso. La prima sepoltura avvenne nella cappella di Santa Maria dell'abbazia. Nel 1445 Guido Gonzaga, abate commendatario di San Benedetto, fece restaurare il monastero e la tomba venne spostata nella cappella di Santa Giustina.
Sul sarcofago l'iscrizione:

Virtutem meritis, pietatisque; inclyta laude,

Hoc sua, dum vitae immortali restituantur

### Seconda sepoltura
Nel 1632, per volere del papa Urbano VIII, la sua salma venne traslata a Roma in Castel Sant'Angelo. Nel 1634 trovò definitiva collocazione nella Basilica di San Pietro a Roma, unica donna insieme alla regina Cristina di Svezia, all'erede al trono di Cipro Carlotta di Lusignano e alla principessa polacca Maria Clementina Sobieska, consorte di Giacomo Francesco Edoardo Stuart.
La sua tomba, scolpita da Gian Lorenzo Bernini e aiuti (Agostino Radi e Alessandro Loreti), è detta Onore e Gloria d'Italia.